# Гранатела
Гранатела (Granatellus) — рід горобцеподібних птахів родини кардиналових (Cardinalidae). Нараховує 3 види. Представники роду поширені в Центральній і Південній Америці.

## Види
- Гранатела мала (Granatellus pelzelni)
- Гранатела сірогорла (Granatellus sallaei)
- Гранатела велика (Granatellus venustus)